# Coppa del Mondo di sci alpino 2021
La Coppa del Mondo di sci alpino 2021 è stata la cinquantacinquesima edizione della manifestazione organizzata dalla Federazione Internazionale Sci; ha avuto inizio il 17 ottobre 2020 a Sölden, in Austria, e si è conclusa il 21 marzo 2021 a Lenzerheide, in Svizzera. Nel corso della stagione si sono tenuti a Cortina d'Ampezzo i Campionati mondiali di sci alpino 2021, non validi ai fini della Coppa del Mondo il cui calendario ha contemplato dunque un'interruzione nel mese di febbraio.
In campo maschile sono state disputate 35 delle 38 gare in programma (7 discese libere, 6 supergiganti, 10 slalom giganti, 11 slalom speciali, 1 slalom parallelo), in 19 diverse località. Il francese Alexis Pinturault si è aggiudicato sia la Coppa del Mondo generale, sia quella di slalom gigante; lo svizzero Beat Feuz ha vinto la Coppa di discesa libera e gli austriaci Vincent Kriechmayr e Marco Schwarz rispettivamente quella di supergigante e quella di slalom speciale. Il norvegese Aleksander Aamodt Kilde era il detentore uscente della Coppa generale.
In campo femminile sono state disputate 31 delle 34 gare in programma (7 discese libere, 6 supergiganti, 8 slalom giganti, 9 slalom speciali, 1 slalom parallelo), in 17 diverse località. La slovacca Petra Vlhová si è aggiudicata la Coppa del Mondo generale; le italiane Sofia Goggia e Marta Bassino hanno vinto rispettivamente la Coppa di discesa libera e quella di slalom gigante, la svizzera Lara Gut-Behrami quella di supergigante e l'austriaca Katharina Liensberger quella di slalom speciale. L'italiana Federica Brignone era la detentrice uscente della Coppa generale.
È stata inserita in calendario una gara a squadre mista, disputata durante le finali di Lenzerheide.

## Uomini

### Risultati
| Data             | Località                | Nazione  | Pista                | Spec. | Primo                   | Secondo                  | Terzo                    |
| ---------------- | ----------------------- | -------- | -------------------- | ----- | ----------------------- | ------------------------ | ------------------------ |
| 18 ottobre 2020  | Sölden                  | Austria  | Rettenbach           | GS    | Lucas Braathen          | Marco Odermatt           | Gino Caviezel            |
| 27 novembre 2020 | Lech/Zürs               | Austria  | Flexenarena          | PR    | Alexis Pinturault       | Henrik Kristoffersen     | Alexander Schmid         |
| 5 dicembre 2020  | Santa Caterina Valfurva | Italia   | Deborah Compagnoni   | GS    | Filip Zubčić            | Žan Kranjec              | Marco Odermatt           |
| 7 dicembre 2020  | Santa Caterina Valfurva | Italia   | Deborah Compagnoni   | GS    | Marco Odermatt          | Tommy Ford               | Filip Zubčić             |
| 12 dicembre 2020 | Val-d'Isère             | Francia  | Oreiller-Killy       | SG    | Mauro Caviezel          | Adrian Smiseth Sejersted | Christian Walder         |
| 13 dicembre 2020 | Val-d'Isère             | Francia  | Oreiller-Killy       | DH    | Martin Čater            | Otmar Striedinger        | Urs Kryenbühl            |
| 18 dicembre 2020 | Val Gardena             | Italia   | Saslong              | SG    | Aleksander Aamodt Kilde | Mauro Caviezel           | Kjetil Jansrud           |
| 19 dicembre 2020 | Val Gardena             | Italia   | Saslong              | DH    | Aleksander Aamodt Kilde | Ryan Cochran-Siegle      | Beat Feuz                |
| 20 dicembre 2020 | Alta Badia              | Italia   | Gran Risa            | GS    | Alexis Pinturault       | Atle Lie McGrath         | Justin Murisier          |
| 21 dicembre 2020 | Alta Badia              | Italia   | Gran Risa            | SL    | Ramon Zenhäusern        | Manuel Feller            | Marco Schwarz            |
| 22 dicembre 2020 | Madonna di Campiglio    | Italia   | 3-Tre                | SL    | Henrik Kristoffersen    | Sebastian Foss Solevåg   | Alex Vinatzer            |
| 29 dicembre 2020 | Bormio                  | Italia   | Stelvio              | SG    | Ryan Cochran-Siegle     | Vincent Kriechmayr       | Adrian Smiseth Sejersted |
| 30 dicembre 2020 | Bormio                  | Italia   | Stelvio              | DH    | Matthias Mayer          | Vincent Kriechmayr       | Urs Kryenbühl            |
| 6 gennaio 2021   | Zagabria Sljeme         | Croazia  | Crveni Spust         | SL    | Linus Straßer           | Manuel Feller            | Marco Schwarz            |
| 8 gennaio 2021   | Adelboden               | Svizzera | Chuenisbärgli        | GS    | Alexis Pinturault       | Filip Zubčić             | Marco Odermatt           |
| 9 gennaio 2021   | Adelboden               | Svizzera | Chuenisbärgli        | GS    | Alexis Pinturault       | Filip Zubčić             | Loïc Meillard            |
| 10 gennaio 2021  | Adelboden               | Svizzera | Chuenisbärgli        | SL    | Marco Schwarz           | Linus Straßer            | Dave Ryding              |
| 16 gennaio 2021  | Flachau                 | Austria  | Hermann Maier        | SL    | Manuel Feller           | Clément Noël             | Marco Schwarz            |
| 17 gennaio 2021  | Flachau                 | Austria  | Hermann Maier        | SL    | Sebastian Foss Solevåg  | Marco Schwarz            | Alexis Pinturault        |
| 22 gennaio 2021  | Kitzbühel               | Austria  | Streif               | DH    | Beat Feuz               | Matthias Mayer           | Dominik Paris            |
| 24 gennaio 2021  | Kitzbühel               | Austria  | Streif               | DH    | Beat Feuz               | Johan Clarey             | Matthias Mayer           |
| 25 gennaio 2021  | Kitzbühel               | Austria  | Streifalm            | SG    | Vincent Kriechmayr      | Marco Odermatt           | Matthias Mayer           |
| 26 gennaio 2021  | Schladming              | Austria  | Planai               | SL    | Marco Schwarz           | Clément Noël             | Alexis Pinturault        |
| 30 gennaio 2021  | Chamonix                | Francia  | La Verte des Houches | SL    | Clément Noël            | Ramon Zenhäusern         | Marco Schwarz            |
| 31 gennaio 2021  | Chamonix                | Francia  | La Verte des Houches | SL    | Henrik Kristoffersen    | Ramon Zenhäusern         | Sandro Simonet           |
| 5 febbraio 2021  | Garmisch-Partenkirchen  | Germania | Kandahar             | DH    | Dominik Paris           | Beat Feuz                | Matthias Mayer           |
| 6 febbraio 2021  | Garmisch-Partenkirchen  | Germania | Kandahar             | SG    | Vincent Kriechmayr      | Matthias Mayer           | Marco Odermatt           |
| 27 febbraio 2021 | Bansko                  | Bulgaria | Banderiza            | GS    | Filip Zubčić            | Mathieu Faivre           | Stefan Brennsteiner      |
| 28 febbraio 2021 | Bansko                  | Bulgaria | Banderiza            | GS    | Mathieu Faivre          | Marco Odermatt           | Alexis Pinturault        |
| 5 marzo 2021     | Saalbach-Hinterglemm    | Austria  | Zwölfer              | DH    | annullata               | annullata                | annullata                |
| 6 marzo 2021     | Saalbach-Hinterglemm    | Austria  | Zwölfer              | DH    | Vincent Kriechmayr      | Beat Feuz                | Matthias Mayer           |
| 7 marzo 2021     | Saalbach-Hinterglemm    | Austria  | Zwölfer              | SG    | Marco Odermatt          | Matthieu Bailet          | Vincent Kriechmayr       |
| 13 marzo 2021    | Kranjska Gora           | Slovenia | Podkoren             | GS    | Marco Odermatt          | Loïc Meillard            | Stefan Brennsteiner      |
| 14 marzo 2021    | Kranjska Gora           | Slovenia | Podkoren             | SL    | Clément Noël            | Victor Muffat Jeandet    | Ramon Zenhäusern         |
| 17 marzo 2021    | Lenzerheide             | Svizzera | Silvano Beltrametti  | DH    | annullata               | annullata                | annullata                |
| 18 marzo 2021    | Lenzerheide             | Svizzera | Silvano Beltrametti  | SG    | annullata               | annullata                | annullata                |
| 20 marzo 2021    | Lenzerheide             | Svizzera | Silvano Beltrametti  | GS    | Alexis Pinturault       | Filip Zubčić             | Mathieu Faivre           |
| 21 marzo 2021    | Lenzerheide             | Svizzera | Silvano Beltrametti  | SL    | Manuel Feller           | Clément Noël             | Alexis Pinturault        |

Legenda:

DH = discesa libera

SG = supergigante

GS = slalom gigante

SL = slalom speciale

PR = slalom parallelo

### Classifiche

#### Generale

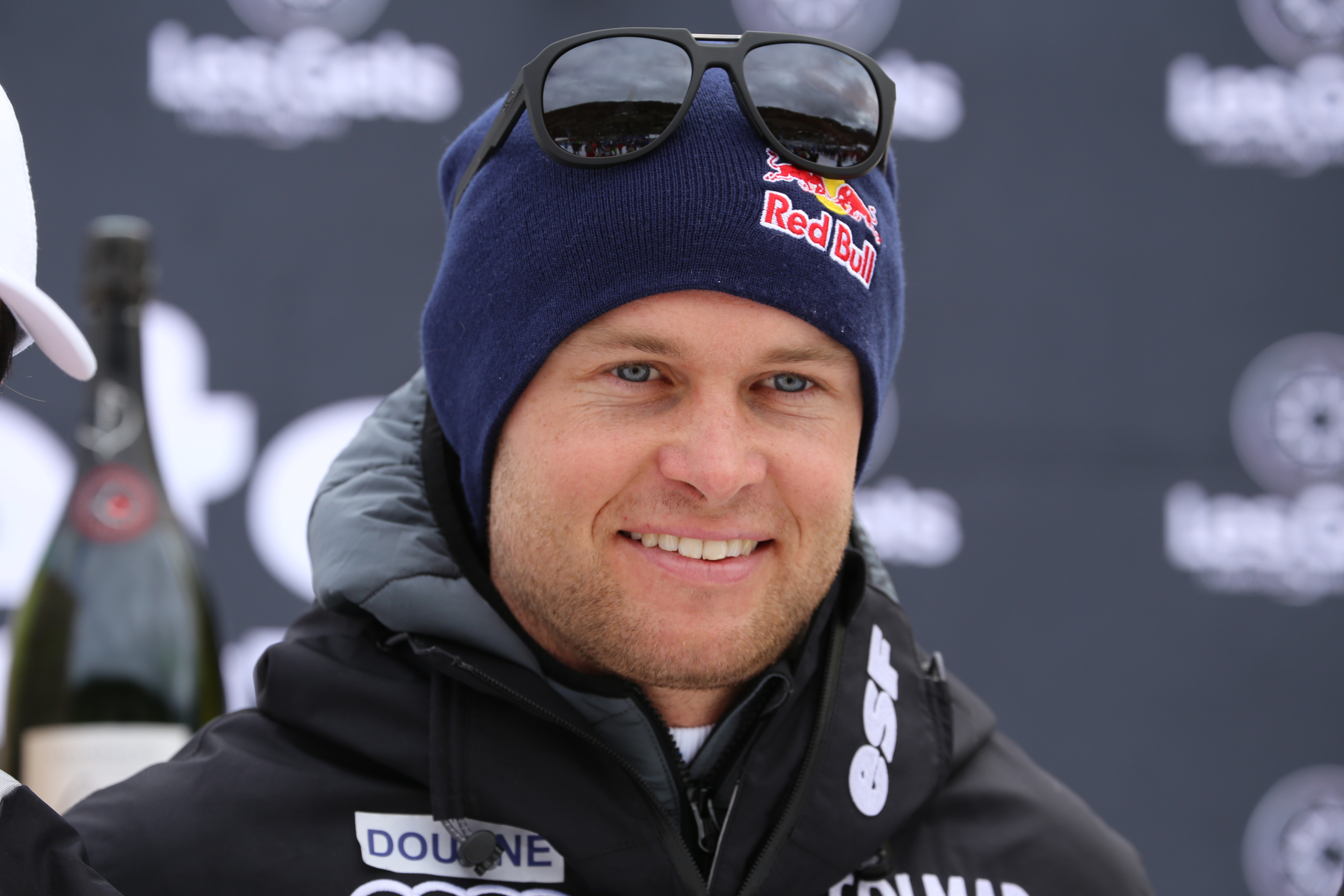
Alexis Pinturault nel 2021

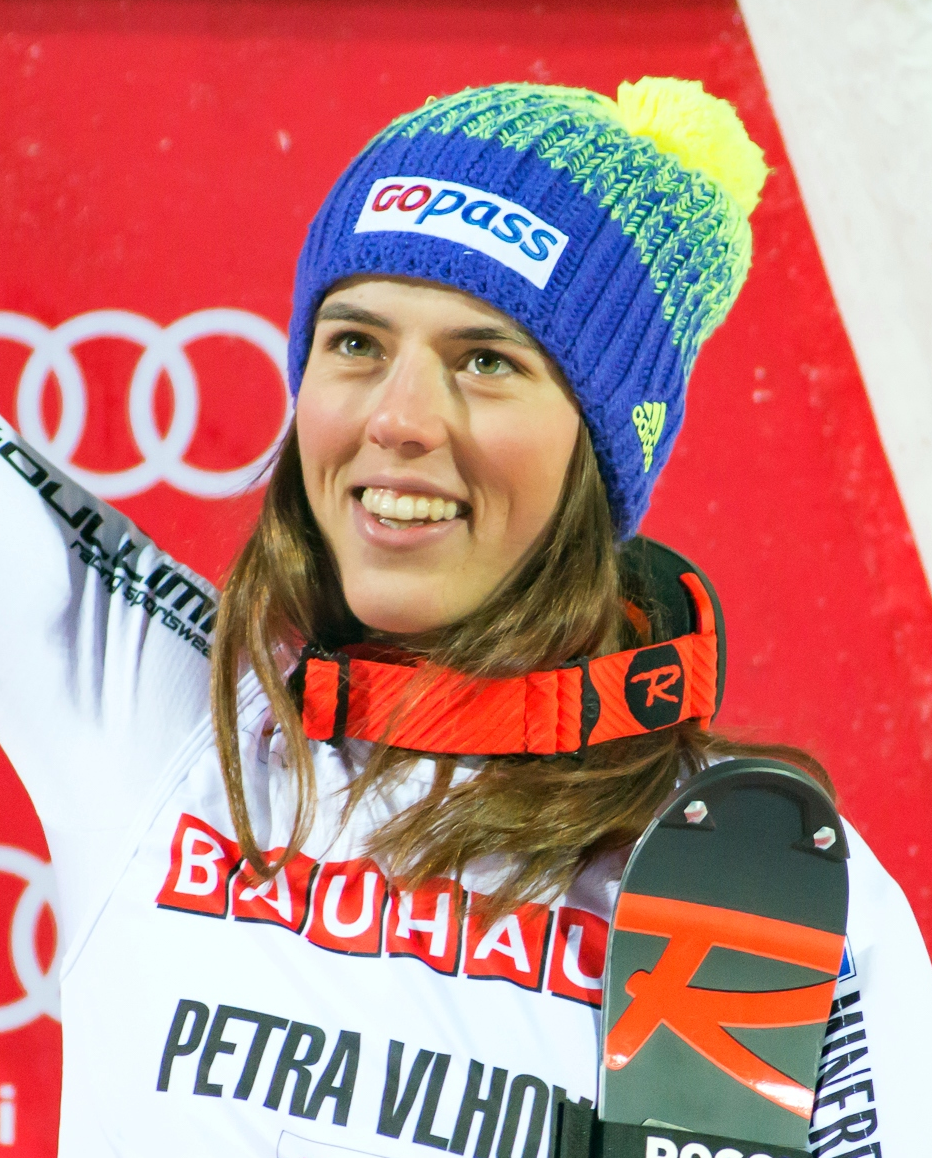
Petra Vlhová nel 2018

| Pos. | Nome                 | Nazione  | Punti |
| ---- | -------------------- | -------- | ----- |
| 1    | Alexis Pinturault    | Francia  | 1260  |
| 2    | Marco Odermatt       | Svizzera | 1093  |
| 3    | Marco Schwarz        | Austria  | 814   |
| 4    | Loïc Meillard        | Svizzera | 805   |
| 5    | Filip Zubčić         | Croazia  | 764   |
| 6    | Henrik Kristoffersen | Norvegia | 722   |
| 7    | Matthias Mayer       | Austria  | 700   |
| 8    | Vincent Kriechmayr   | Austria  | 675   |
| 9    | Beat Feuz            | Svizzera | 607   |
| 10   | Manuel Feller        | Austria  | 595   |

#### Discesa libera
| Pos. | Nome               | Nazione  | Punti |
| ---- | ------------------ | -------- | ----- |
| 1    | Beat Feuz          | Svizzera | 486   |
| 2    | Matthias Mayer     | Austria  | 418   |
| 3    | Dominik Paris      | Italia   | 338   |
| 4    | Johan Clarey       | Francia  | 272   |
| 5    | Vincent Kriechmayr | Austria  | 267   |

#### Supergigante
| Pos. | Nome                    | Nazione  | Punti |
| ---- | ----------------------- | -------- | ----- |
| 1    | Vincent Kriechmayr      | Austria  | 401   |
| 2    | Marco Odermatt          | Svizzera | 318   |
| 3    | Matthias Mayer          | Austria  | 276   |
| 4    | Mauro Caviezel          | Svizzera | 225   |
| 5    | Aleksander Aamodt Kilde | Norvegia | 172   |

#### Slalom gigante
| Pos. | Nome              | Nazione  | Punti |
| ---- | ----------------- | -------- | ----- |
| 1    | Alexis Pinturault | Francia  | 700   |
| 2    | Marco Odermatt    | Svizzera | 649   |
| 3    | Filip Zubčić      | Croazia  | 606   |
| 4    | Loïc Meillard     | Svizzera | 393   |
| 5    | Mathieu Faivre    | Francia  | 378   |

#### Slalom speciale
| Pos. | Nome                   | Nazione  | Punti |
| ---- | ---------------------- | -------- | ----- |
| 1    | Marco Schwarz          | Austria  | 665   |
| 2    | Clément Noël           | Francia  | 553   |
| 3    | Ramon Zenhäusern       | Svizzera | 503   |
| 4    | Manuel Feller          | Austria  | 488   |
| 5    | Sebastian Foss Solevåg | Norvegia | 431   |

#### Slalom parallelo
Nel 2021 è stata stilata anche la classifica dello slalom parallelo, sebbene non sia stato assegnato alcun trofeo al vincitore.
| Pos. | Nome                 | Nazione  | Punti |
| ---- | -------------------- | -------- | ----- |
| 1    | Alexis Pinturault    | Francia  | 100   |
| 2    | Henrik Kristoffersen | Norvegia | 80    |
| 3    | Alexander Schmid     | Germania | 60    |
| 4    | Adrian Pertl         | Austria  | 50    |
| 5    | Semyel Bissig        | Svizzera | 45    |

## Donne

### Risultati
| Data             | Località               | Nazione    | Pista               | Spec. | Prima                 | Seconda               | Terza                 |
| ---------------- | ---------------------- | ---------- | ------------------- | ----- | --------------------- | --------------------- | --------------------- |
| 17 ottobre 2020  | Sölden                 | Austria    | Rettenbach          | GS    | Marta Bassino         | Federica Brignone     | Petra Vlhová          |
| 21 novembre 2020 | Levi                   | Finlandia  | Levi Black          | SL    | Petra Vlhová          | Mikaela Shiffrin      | Katharina Liensberger |
| 22 novembre 2020 | Levi                   | Finlandia  | Levi Black          | SL    | Petra Vlhová          | Michelle Gisin        | Katharina Liensberger |
| 26 novembre 2020 | Lech/Zürs              | Austria    | Flexenarena         | PR    | Petra Vlhová          | Paula Moltzan         | Lara Gut-Behrami      |
| 12 dicembre 2020 | Courchevel             | Francia    | Émile Allais        | GS    | Marta Bassino         | Sara Hector           | Petra Vlhová          |
| 14 dicembre 2020 | Courchevel             | Francia    | Émile Allais        | GS    | Mikaela Shiffrin      | Federica Brignone     | Tessa Worley          |
| 18 dicembre 2020 | Val-d'Isère            | Francia    | Oreiller-Killy      | DH    | Corinne Suter         | Sofia Goggia          | Breezy Johnson        |
| 19 dicembre 2020 | Val-d'Isère            | Francia    | Oreiller-Killy      | DH    | Sofia Goggia          | Corinne Suter         | Breezy Johnson        |
| 20 dicembre 2020 | Val-d'Isère            | Francia    | Oreiller-Killy      | SG    | Ester Ledecká         | Corinne Suter         | Federica Brignone     |
| 28 dicembre 2020 | Semmering              | Austria    | Panorama            | GS    | annullata             | annullata             | annullata             |
| 29 dicembre 2020 | Semmering              | Austria    | Panorama            | SL    | Michelle Gisin        | Katharina Liensberger | Mikaela Shiffrin      |
| 3 gennaio 2021   | Zagabria Sljeme        | Croazia    | Crveni Spust        | SL    | Petra Vlhová          | Katharina Liensberger | Michelle Gisin        |
| 9 gennaio 2021   | Sankt Anton am Arlberg | Austria    | Karl Schranz        | DH    | Sofia Goggia          | Tamara Tippler        | Breezy Johnson        |
| 10 gennaio 2021  | Sankt Anton am Arlberg | Austria    | Karl Schranz        | SG    | Lara Gut-Behrami      | Marta Bassino         | Corinne Suter         |
| 12 gennaio 2021  | Flachau                | Austria    | Hermann Maier       | SL    | Mikaela Shiffrin      | Katharina Liensberger | Wendy Holdener        |
| 16 gennaio 2021  | Kranjska Gora          | Slovenia   | Podkoren            | GS    | Marta Bassino         | Tessa Worley          | Michelle Gisin        |
| 17 gennaio 2021  | Kranjska Gora          | Slovenia   | Podkoren            | GS    | Marta Bassino         | Michelle Gisin        | Meta Hrovat           |
| 22 gennaio 2021  | Crans-Montana          | Svizzera   | Mont Lachaux        | DH    | Sofia Goggia          | Ester Ledecká         | Breezy Johnson        |
| 23 gennaio 2021  | Crans-Montana          | Svizzera   | Mont Lachaux        | DH    | Sofia Goggia          | Lara Gut-Behrami      | Elena Curtoni         |
| 24 gennaio 2021  | Crans-Montana          | Svizzera   | Mont Lachaux        | SG    | Lara Gut-Behrami      | Tamara Tippler        | Federica Brignone     |
| 26 gennaio 2021  | Plan de Corones        | Italia     | Erta                | GS    | Tessa Worley          | Lara Gut-Behrami      | Marta Bassino         |
| 30 gennaio 2021  | Garmisch-Partenkirchen | Germania   | Kandahar            | SG    | Lara Gut-Behrami      | Kajsa Vickhoff Lie    | Marie-Michèle Gagnon  |
| 1º febbraio 2021 | Garmisch-Partenkirchen | Germania   | Kandahar            | SG    | Lara Gut-Behrami      | Petra Vlhová          | Tamara Tippler        |
| 26 febbraio 2021 | Val di Fassa           | Italia     | La VolatA           | DH    | Lara Gut-Behrami      | Ramona Siebenhofer    | Corinne Suter         |
| 27 febbraio 2021 | Val di Fassa           | Italia     | La VolatA           | DH    | Lara Gut-Behrami      | Corinne Suter         | Kira Weidle           |
| 28 febbraio 2021 | Val di Fassa           | Italia     | La VolatA           | SG    | Federica Brignone     | Lara Gut-Behrami      | Corinne Suter         |
| 6 marzo 2021     | Jasná                  | Slovacchia | Luková-Priehyba     | SL    | Mikaela Shiffrin      | Petra Vlhová          | Wendy Holdener        |
| 7 marzo 2021     | Jasná                  | Slovacchia | Luková-Priehyba     | GS    | Petra Vlhová          | Alice Robinson        | Mikaela Shiffrin      |
| 12 marzo 2021    | Åre                    | Svezia     | Olympia             | SL    | Petra Vlhová          | Katharina Liensberger | Mikaela Shiffrin      |
| 13 marzo 2021    | Åre                    | Svezia     | Olympia             | SL    | Katharina Liensberger | Mikaela Shiffrin      | Wendy Holdener        |
| 17 marzo 2021    | Lenzerheide            | Svizzera   | Silvano Beltrametti | DH    | annullata             | annullata             | annullata             |
| 18 marzo 2021    | Lenzerheide            | Svizzera   | Silvano Beltrametti | SG    | annullata             | annullata             | annullata             |
| 20 marzo 2021    | Lenzerheide            | Svizzera   | Silvano Beltrametti | SL    | Katharina Liensberger | Mikaela Shiffrin      | Michelle Gisin        |
| 21 marzo 2021    | Lenzerheide            | Svizzera   | Silvano Beltrametti | GS    | Alice Robinson        | Mikaela Shiffrin      | Meta Hrovat           |

Legenda:

DH = discesa libera

SG = supergigante

GS = slalom gigante

SL = slalom speciale

PR = slalom parallelo

### Classifiche

#### Generale
| Pos. | Nome                  | Nazione     | Punti |
| ---- | --------------------- | ----------- | ----- |
| 1    | Petra Vlhová          | Slovacchia  | 1416  |
| 2    | Lara Gut-Behrami      | Svizzera    | 1256  |
| 3    | Michelle Gisin        | Svizzera    | 1130  |
| 4    | Mikaela Shiffrin      | Stati Uniti | 1075  |
| 5    | Katharina Liensberger | Austria     | 903   |
| 6    | Marta Bassino         | Italia      | 876   |
| 7    | Federica Brignone     | Italia      | 867   |
| 8    | Corinne Suter         | Svizzera    | 753   |
| 9    | Sofia Goggia          | Italia      | 740   |
| 10   | Wendy Holdener        | Svizzera    | 535   |

#### Discesa libera
| Pos. | Nome             | Nazione     | Punti |
| ---- | ---------------- | ----------- | ----- |
| 1    | Sofia Goggia     | Italia      | 480   |
| 2    | Corinne Suter    | Svizzera    | 410   |
| 3    | Lara Gut-Behrami | Svizzera    | 383   |
| 4    | Breezy Johnson   | Stati Uniti | 330   |
| 5    | Kira Weidle      | Germania    | 265   |

#### Supergigante
| Pos. | Nome              | Nazione   | Punti |
| ---- | ----------------- | --------- | ----- |
| 1    | Lara Gut-Behrami  | Svizzera  | 525   |
| 2    | Federica Brignone | Italia    | 323   |
| 3    | Corinne Suter     | Svizzera  | 310   |
| 4    | Tamara Tippler    | Austria   | 272   |
| 5    | Ester Ledecká     | Rep. Ceca | 236   |

#### Slalom gigante
| Pos. | Nome              | Nazione     | Punti |
| ---- | ----------------- | ----------- | ----- |
| 1    | Marta Bassino     | Italia      | 546   |
| 2    | Mikaela Shiffrin  | Stati Uniti | 420   |
| 3    | Tessa Worley      | Francia     | 391   |
| 4    | Michelle Gisin    | Svizzera    | 389   |
| 5    | Federica Brignone | Italia      | 372   |

#### Slalom speciale
| Pos. | Nome                  | Nazione     | Punti |
| ---- | --------------------- | ----------- | ----- |
| 1    | Katharina Liensberger | Austria     | 690   |
| 2    | Mikaela Shiffrin      | Stati Uniti | 655   |
| 3    | Petra Vlhová          | Slovacchia  | 652   |
| 4    | Michelle Gisin        | Svizzera    | 491   |
| 5    | Wendy Holdener        | Svizzera    | 415   |

#### Slalom parallelo
Nel 2021 è stata stilata anche la classifica dello slalom parallelo, sebbene non sia stato assegnato alcun trofeo alla vincitrice.
| Pos. | Nome             | Nazione     | Punti |
| ---- | ---------------- | ----------- | ----- |
| 1    | Petra Vlhová     | Slovacchia  | 100   |
| 2    | Paula Moltzan    | Stati Uniti | 80    |
| 3    | Lara Gut-Behrami | Svizzera    | 60    |
| 4    | Sara Hector      | Svezia      | 50    |
| 5    | Marta Bassino    | Italia      | 45    |

## Coppa delle Nazioni

### Risultati
| Data          | Località    | Nazione  | Pista               | Spec. | Prima                                                                                          | Seconda                                                         | Terza                                                                |
| ------------- | ----------- | -------- | ------------------- | ----- | ---------------------------------------------------------------------------------------------- | --------------------------------------------------------------- | -------------------------------------------------------------------- |
| 19 marzo 2021 | Lenzerheide | Svizzera | Silvano Beltrametti | PR    | Norvegia Kristina Riis-Johannessen Leif Kristian Haugen Kristin Lysdahl Sebastian Foss Solevåg | Germania Andrea Filser Linus Straßer Lena Dürr Alexander Schmid | Austria Franziska Gritsch Fabio Gstrein Katharina Huber Adrian Pertl |

Legenda:

PR = slalom parallelo

### Classifiche
Le classifiche della Coppa delle Nazioni vengono stilate sommando i punti ottenuti da ogni atleta in ogni gara individuale e quelli assegnati nella gara a squadre.

#### Generale
| Pos. | Nazione  | Punti |
| ---- | -------- | ----- |
| 1    | Svizzera | 10087 |
| 2    | Austria  | 9211  |
| 3    | Italia   | 5735  |
| 4    | Francia  | 4991  |
| 5    | Norvegia | 4591  |

#### Uomini
| Pos. | Nazione  | Punti |
| ---- | -------- | ----- |
| 1    | Svizzera | 5329  |
| 2    | Austria  | 5258  |
| 3    | Francia  | 4141  |
| 4    | Norvegia | 3068  |
| 5    | Italia   | 1936  |

#### Donne
| Pos. | Nazione     | Punti |
| ---- | ----------- | ----- |
| 1    | Svizzera    | 4758  |
| 2    | Austria     | 3953  |
| 3    | Italia      | 3799  |
| 4    | Stati Uniti | 2154  |
| 5    | Norvegia    | 1523  |